# Боровая (Хиславичский район)
Боровая — деревня в Хиславичском районе Смоленской области России. Входит в состав Городищенского сельского поселения. По состоянию на 2007 год постоянного населения не имеет. 
Расположена в юго-западной части области в 26 км к юго-западу от Хиславичей, в 55 км западнее автодороги А141 Орёл — Витебск, на берегу реки Чернявка. В 55 км восточнее деревни расположена железнодорожная станция Крапивенская на линии Смоленск — Рославль. 

## История
В годы Великой Отечественной войны деревня была оккупирована гитлеровскими войсками в июле 1941 года, освобождена в сентябре 1943 года.